# Тимска настава
Тимска настава јесте заједнички, стваралачки рад и одговорност више наставника и других сарадника на реализацији програмског садржаја. У тимској настави сарадници заједно бирају садржај, заједно планирају, праве флексибилан садржај, реализују образовне, васпитне и функционалне задатке, прате напредовање ученика и пружају међусобну помоћ.

## Модели
Постоји неколико модела тимске наставе:
- Један предаје, други пружа помоћ: Један наставник води наставу, док други пружа подршку ученицима којима је потребна додатна помоћ.
- Паралелна настава: Наставници заједно планирају час, али истовремено преносе информације различитим групама ученика.

- Алтернативна настава: Један наставник управља већином разреда, док други наставник ради са малом групом унутар или изван учионице. Мала група не мора да „ради“ исту лекцију као ученици у учионици.

- Подучавање по центрима: Оба наставника деле наставне садржаје и сваки преузима одговорност за планирање и подучавање дела предавања. У извођењу наставе, учионица је подељена у различите наставне центре. Наставници су на одређеним позицијама (или центрима), док остале центре самостално покрећу ученици или уз помоћ наставника.

- Тимско подучавање: Оба наставника су одговорна за планирање и дељење поука са свим ученицима. Лекције подучавају оба наставника који активно учествују у разговору, а не предавању, како би подстакли ученике на дискусију. Оба наставника активно учествују у управљању лекцијом и дисциплином.